# Глинка, Константин Дмитриевич
Константи́н Дми́триевич Гли́нка (23 июня (5 июля) 1867, село Коптево, Смоленская губерния — 2 ноября 1927, Ленинград) — российский и советский минералог, геолог, географ, почвовед и организатор науки. Профессор, академик АН СССР (1927).

## Биография
Родился 23 июня (5 июля) 1867 года (иногда указывают 1 [13] августа)), в селе Коптево, Духовщинский уезд, Смоленская губерния, Российская империя. Из дворянского рода Глинка.

### Образование
В 1876—1885 годах учился в Смоленской классической гимназии.

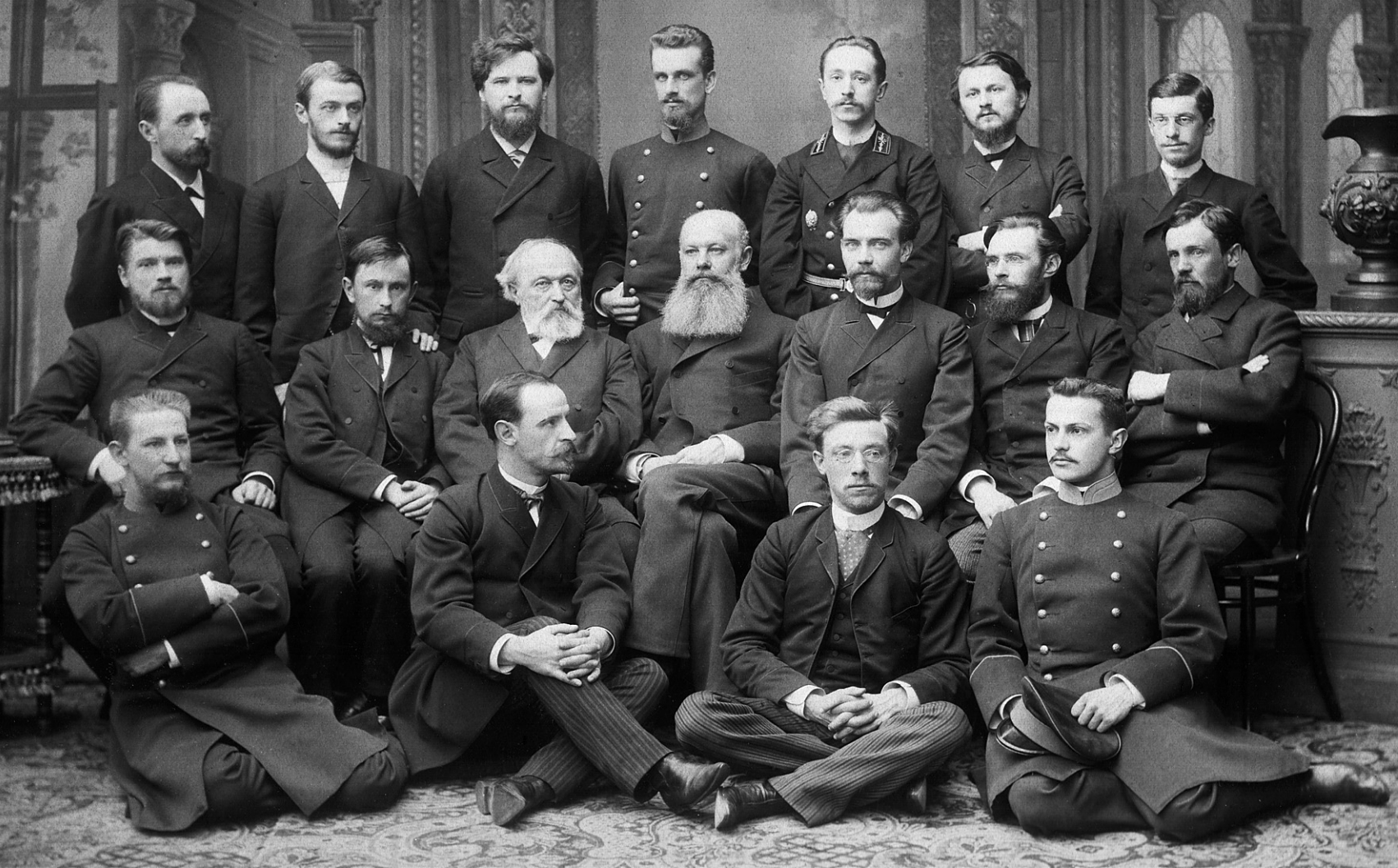
Ученики А. В. Советова и В. В. Докучаева

В 1885 году поступил на Естественное отделение физико-математического факультета Петербургского университета. В 1889 году окончил Университет с дипломом 1-й степени. По ходатайству В. В. Докучаева был оставлен на кафедре минералогии для подготовки к профессорскому званию. В 1890 году назначен хранителем минералогического кабинета в Университете.
Диссертации
- Кандидатская — 1896 год, Московский университет: «Глауконит, его происхождение, химический состав и характер выветривания».
- Докторская — 1909 год, Московский университет: «Исследования в области процессов выветривания».

В 1889—1906 годах состоял в запасе армейской пехоты. Уволен за достижением обязательного срока состояния в запасе.

### Научная работа

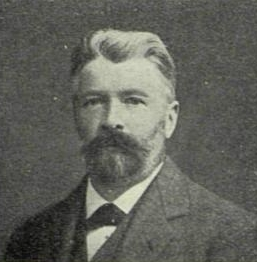
К. Д. Глинка, 1913

Геологическими и почвенными исследованиями начал заниматься в Университете под руководством В. В. Докучаева. Участвовал в его Полтавской (1889—1890 гг.) и в экспедиции Лесного Департамента (1892). Организовал исследования в Смоленской, Новгородской (начало 1890-х годов), Псковской (1898—1899) и Воронежской (1899, 1913 гг.) губерниях.
В 1906—1910 гг. К. Д. Глинка руководит почвенными и геологическими исследованиями по оценке земель Полтавской, Тверской, Смоленской, Новгородской, Калужской, Владимирской, Ярославской, Симбирской губерний. В 1908—1914 гг. возглавил почвенные исследования Азиатской России и участвовал в экспедициях Переселенческого управления Министерства земледелия в связи со Столыпинской аграрной реформой.
В 1909 году принял участие в организации I Международной агрогеологической конференции в Будапеште.
В 1912 году К. Д. Глинка преобразует Почвенную комиссию Вольного экономического общества в Докучаевский почвенный комитет.
Продолжил развитие Докучаевской школы почвоведения. Имел учеников не только в России, но и в Венгрии, Германии и Финляндии.

### Преподавательская работа
С 1890 года вёл практические занятия со студентами 1-го и 2-го курсов по кристаллографии и кристаллооптике.
В 1894 году К. Д. Глинка по рекомендации В. В. Докучаева назначен штатным ассистентом в Новоалександрийский институт сельского хозяйства и лесоводства ассистентом по кафедрам минералогии и геологии. 13 июня 1897 года назначен адъюнкт-профессором минералогии и геологии, а с 1899 года начал читать лекции по почвоведению. В 1900 году стал профессором геологии, а с 1901 года — профессором почвоведения. В 1901 году он возглавил Кафедру почвоведения. За выслугу лет в 1908 году утверждён председателем профессорского дисциплинарного суда.
В 1911 году вышел в отставку и переехал в Санкт-Петербург, где открыл при Университете приват-доцентский курс по почвоведению. В 1912 году избран профессором на Высших женских курсах, где читал лекции по почвоведению.
В 1913—1917 гг. основал и возглавил Воронежский сельскохозяйственный институт.
В 1922 году назначен ректором и организатором Петроградского (впоследствии Ленинградского) сельскохозяйственного института и профессором почвоведения. В 1923 году состоял заведующим и профессором Государственного института опытной агрономии.

### Работа в Академии наук

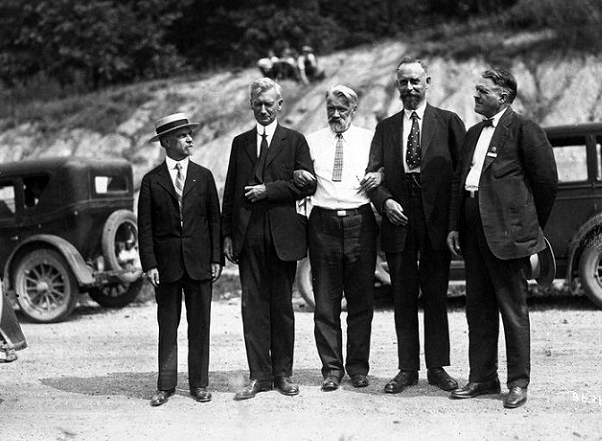
К. Д. Глинка на экскурсии в США. I Международный почвенный конгресс. 1927 г.

2 января 1926 года К. Д. Глинка был избран членом-корреспондентом АН СССР — Отделение физико-математических наук (по разряду физическому). 2 апреля 1927 года К. Д. Глинку избрали действительным членом АН СССР по Отделению физико-математических наук (почвоведение). Он стал первым почвоведом, избранным в академики АН СССР.
В том же году он возглавил Почвенный институт имени В. В. Докучаева АН СССР.
Летом 1927 года К. Д. Глинка возглавлял советскую делегацию на I Международном конгрессе почвоведов в Вашингтоне. Был избран президентом II Международного конгресса почвоведов (проведение этого конгресса в 1930 году в Москве организовал Н. И. Вавилов). По возвращении домой в Ленинград из командировки в США заболел и в конце лета слёг.
Константин Дмитриевич Глинка скончался 2 ноября 1927 года. Похоронен на Шуваловском кладбище.

## Семья
Происходит из дворянского рода Глинок Отец — Дмитрий Константинович Глинка, занимался сельским хозяйством в своём имении, занимал важный пост в губернском земстве.
Семья К. Д. Глинки:
- Жена — Антонина Георгиевна (род. 30 октября 1867 г.; здесь и ниже все даты даны по старому стилю), дочь священника Георгия Знаменского. Брак был заключён 30 июля 1889 г.
- 4 сына: Дмитрий (19 мая 1893 г. — 1919), Георгий (род. 31 июля 1891 г.), Борис (род. 19 апреля 1893 г.), Константин (род. 5 февраля 1898 г.).
- 2 дочери: Нина (род. 3 января 1903 г.), Татиана (род. 25 марта 1905 г.).

## Награды

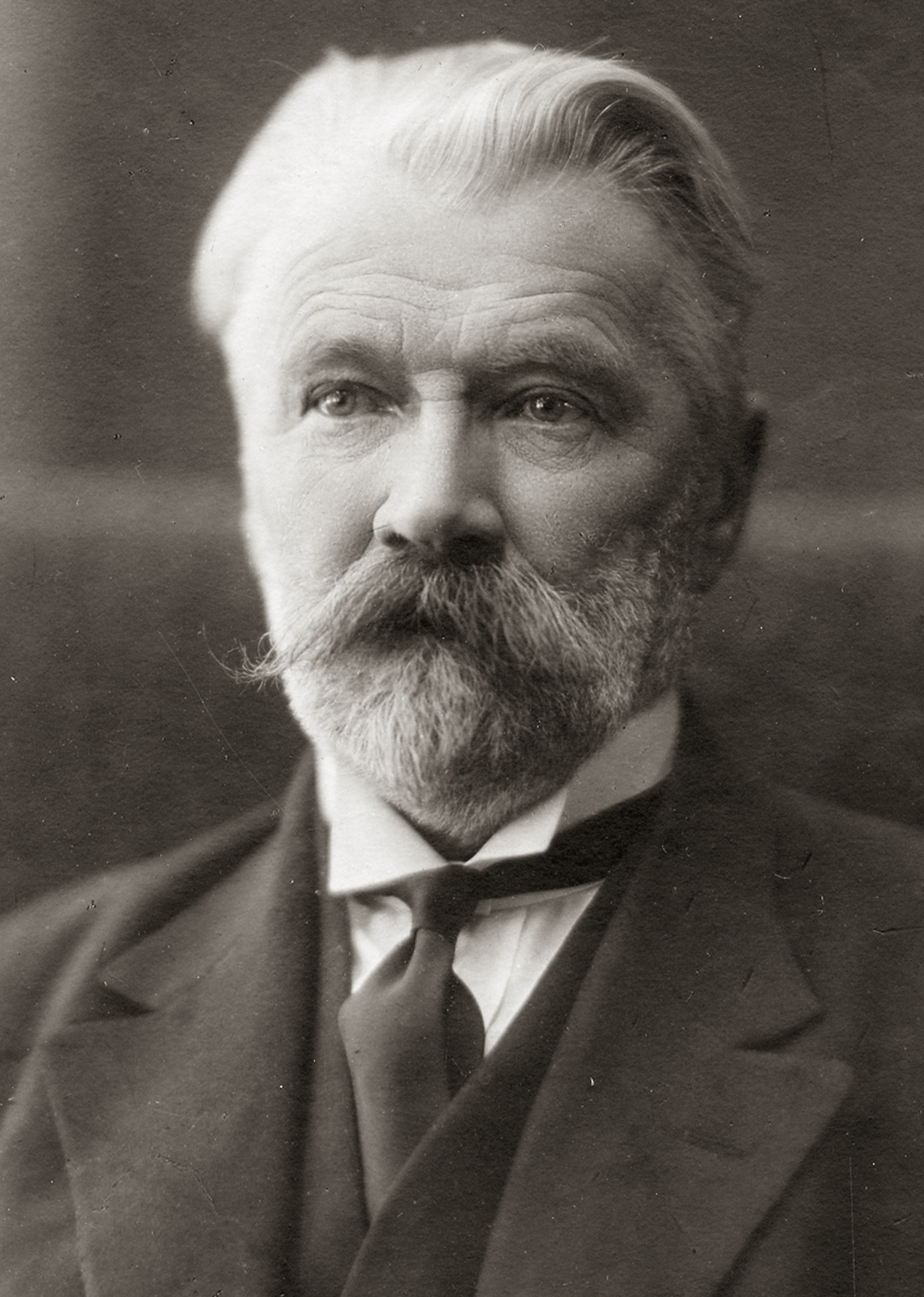
1927 год, Москва

- Серебряная медаль в память царствования Александра III с ношением её на ленте ордена Александра Невского
- 1900 — Орден Святой Анны 3-й степени
- 1910 — Орден Святой Анны 2-й степени
- Орден Святого Станислава 2-й степени
- 1898 — Китайский Орден Двойного дракона 2-й степени 3-го класса
- Золотая медаль им. графа Литке Русского географического общества[13] за труды по географии почв.

## Чины и звания
- 1891 — Коллежский секретарь со старшинством, по Университетскому диплому 1-степени.
- 1894 — Титулярный советник со старшинством, за выслугу лет.
- 1897 — Магистр минералогии и геологии, в чин.
- 1897 — Адъюнкт-профессор Ново-Александрийского института сельского хозяйства и лесоводства по кафедре минералогия и геология.
- 1898 — Коллежский асессор со старшинством, за выслугу лет.
- 1900 — Профессор Ново-Александрийского института сельского хозяйства и лесоводства по кафедре минералогия и геология.
- 1909 — Статский советник со старшинством.

## Членство в организациях
- Член Почвенной комиссии при Императорском Вольном экономическом обществе с 1889 г.
- Член Санкт-Петербургского Общества естествоиспытателей с 1892 г.
- Почётный член Международного общества почвоведов, Государственного института опытной агрономии
- Член библиотечной комиссии Института (1899 г.), Председатель комиссии с 1900 г.
- Член Московского почвенного комитета
- Член Минералогического общества
- Член Агрономического общества при Ленинградском сельскохозяйственном институте

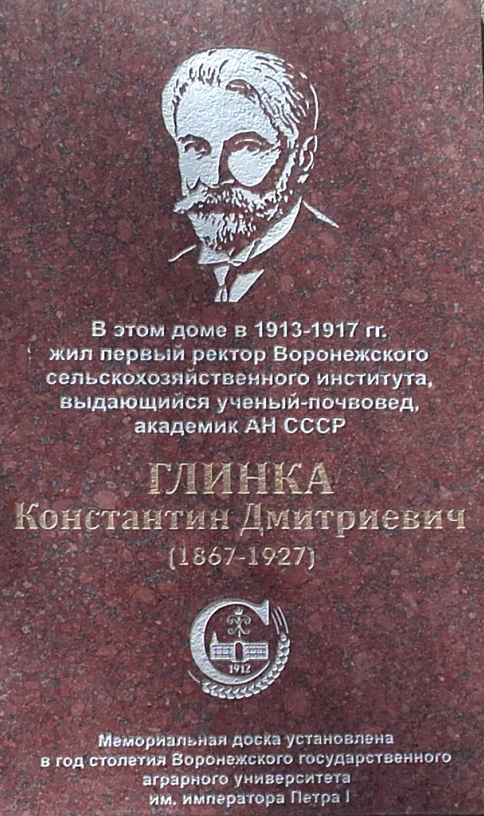
Мемориальная доска в Воронеже, д. 12 на ул. Алексеевского

- Член Венгерского геологического общества
- Действительный член Русского географического общества
- Редактор международного журнала Internat Mitteluns für Boden с первого года его издания
- Председатель Воронежского комитета по оказанию помощи русским военнопленным

## Память
- В СССР имя К. Д. Глинки было присвоено Воронежскому сельскохозяйственному институту, где он был ректором в 1913—1917 и 1921—1922 гг. (в 2011 году институт был переименован)
- Именем К. Д. Глинки была названа улица в Левобережном районе города Воронеж
- В 1990 году открыт памятник К. Д. Глинке у Воронежского государственного аграрного университета[18]
- Мемориальная доска в Воронеже (дом 12 на ул. Алексеевского)
- В честь К. Д. Глинки названа гора Глинки (Курильские острова, остров Кунашир, название присвоено в 1946 году)[19].

## Библиография

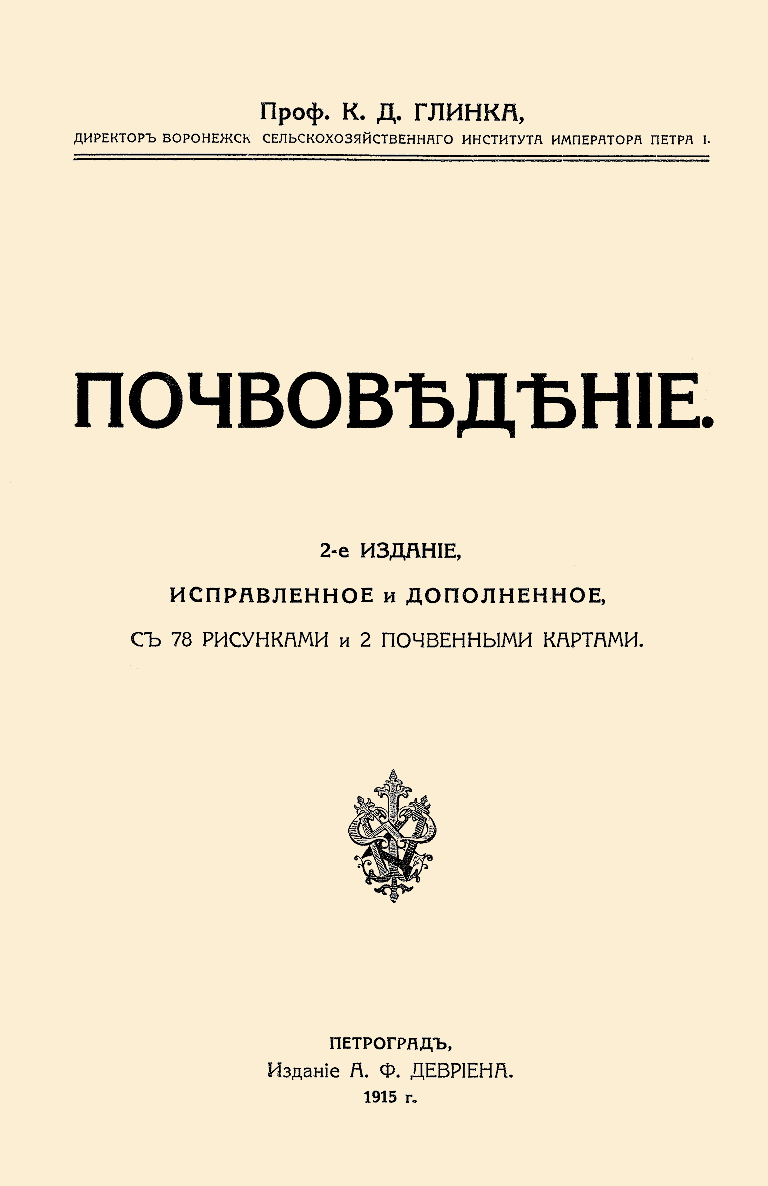
Учебник «Почвоведение», 1915

Могила Глинки на Шуваловском кладбище Санкт-Петербурга.